# Elezioni parlamentari in Islanda del 2021
Le elezioni parlamentari in Islanda del 2021 si sono tenute il 25 settembre per il rinnovo dell'Althing. In seguito all'esito elettorale, Katrín Jakobsdóttir, espressione di Sinistra - Movimento Verde, è stata confermata Primo ministro.

## Sistema elettorale
I 63 membri dell'Althing sono eletti a rappresentazione proporzionale di lista chiusa in sei collegi plurinominali, con 54 seggi distribuiti tra i partiti a livello di circoscrizione senza soglia elettorale e 9 seggi a pari merito assegnati a liste di partito a livello nazionale con una soglia di sbarramento del 5%, al fine di garantire la proporzionalità con il risultato elettorale. I 54 seggi sono distribuiti all'interno di ogni circoscrizione secondo il metodo D'Hondt. Le liste elettorali sono determinate dai partiti. Gli elettori hanno la possibilità di contrassegnare i voti di preferenza per determinati candidati del partito per cui votano, il che può comportare la modifica dell'ordine dei candidati.

## Data
Ai sensi dell'articolo 20 del capo V della legge n. 24 della legge 16 maggio 2000 relativa alle elezioni parlamentari dell'Althing (modificata l’ultima volta nel 2017), le elezioni devono svolgersi entro lo stesso giorno feriale del mese, quattro anni dopo le precedenti elezioni, contando dall'inizio del mese; quindi, poiché le elezioni del 2017 si sono svolte il quarto sabato di ottobre, l'ultima data possibile per le elezioni sarebbe stata il 23 ottobre 2021.
I membri dei partiti di opposizione avevano chiesto che le elezioni fossero programmate per la primavera del 2021, sostenendo che le elezioni islandesi si tengono tradizionalmente durante la primavera (una tradizione interrotta solo dalle elezioni anticipate dell'autunno 2017), poiché le elezioni autunnali di solito danno al nuovo governo troppo poco tempo per preparare il bilancio dell’anno successivo. Il ministro delle finanze Bjarni Benediktsson ha, tuttavia, respinto tali argomenti, affermando che l'acquisizione del potere ha comportato “sangue, sudore e lacrime” e “non aveva alcun interesse a darlo via sei mesi prima del previsto”.
Il 24 luglio 2020, il primo ministro Katrín Jakobsdóttir ha annunciato che le elezioni si sarebbero svolte il 25 settembre 2021, un mese prima del previsto, definendo la decisione "un compromesso".

## Sondaggi
D = Partito dell’Indipendenza, V = Sinistra - Movimento Verde, S = Alleanza Socialdemocratica, M = Partito di Centro, B = Partito Progressista, P = Partito Pirata, F = Partito del Popolo, C = Partito Riformista, J = Partito Socialista.

## Risultati
| Partito dell'Indipendenza    | 48 708  | 24,39 | 16 |  |  |  |
| Partito Progressista         | 34 501  | 17,27 | 13 |  |  |  |
| Sinistra - Movimento Verde   | 25 114  | 12,57 | 8  |  |  |  |
| Alleanza Socialdemocratica   | 19 825  | 9,93  | 6  |  |  |  |
| Partito del Popolo           | 17 672  | 8,85  | 6  |  |  |  |
| Partito Pirata               | 17 233  | 8,63  | 6  |  |  |  |
| Rinascita                    | 16 628  | 8,33  | 5  |  |  |  |
| Partito di Centro            | 10 879  | 5,45  | 3  |  |  |  |
| Partito Socialista Islandese | 8 181   | 4,10  | –  |  |  |  |
| Partito Liberaldemocratico   | 845     | 0,42  | –  |  |  |  |
| Futuro Responsabile          | 144     | 0,07  | –  |  |  |  |
| Totale                       | 199 730 | 100   | 63 |  |  |  |
|                              |         |       |    |  |  |  |
| Voti non validi              | 4 248   | 2,08  |    |  |  |  |
| Votanti                      | 203 978 | 80,09 |    |  |  |  |
| Elettori                     | 254 681 |       |    |  |  |  |

| Riepilogo dei voti (+/- elezioni 2017)  | Riepilogo dei voti (+/- elezioni 2017) | Riepilogo dei voti (+/- elezioni 2017) | Riepilogo dei voti (+/- elezioni 2017) | Riepilogo dei voti (+/- elezioni 2017) | Riepilogo dei voti (+/- elezioni 2017) | Riepilogo dei voti (+/- elezioni 2017) |
| --------------------------------------- | -------------------------------------- | -------------------------------------- | -------------------------------------- | -------------------------------------- | -------------------------------------- | -------------------------------------- |
| Partito dell'Indipendenza               | Partito dell'Indipendenza              | Partito dell'Indipendenza              |                                        |                                        | 24,39%                                 | ▼ 0,86                                 |
| Partito Progressista                    | Partito Progressista                   | Partito Progressista                   |                                        |                                        | 17,27%                                 | ▲ 6,56                                 |
| Sinistra - Movimento Verde              | Sinistra - Movimento Verde             | Sinistra - Movimento Verde             |                                        |                                        | 12,57%                                 | ▼ 4,32                                 |
| Alleanza Socialdemocratica              | Alleanza Socialdemocratica             | Alleanza Socialdemocratica             |                                        |                                        | 9,93%                                  | ▼ 2,12                                 |
| Partito del Popolo                      | Partito del Popolo                     | Partito del Popolo                     |                                        |                                        | 8,80%                                  | ▲ 1,97                                 |
| Partito Pirata                          | Partito Pirata                         | Partito Pirata                         |                                        |                                        | 8,63%                                  | ▼ 0,57                                 |
| Rinascita                               | Rinascita                              | Rinascita                              |                                        |                                        | 8,33%                                  | ▲ 1,64                                 |
| Partito di Centro                       | Partito di Centro                      | Partito di Centro                      |                                        |                                        | 5,50%                                  | ▼ 5,42                                 |
| Partito Socialista Islandese            | Partito Socialista Islandese           | Partito Socialista Islandese           |                                        |                                        | 4,10%                                  | Nuovo                                  |
| Altri <0.50%                            | Altri <0.50%                           | Altri <0.50%                           |                                        |                                        | 0,49%                                  | ▲ 0,25                                 |
| Riepilogo dei seggi (+/- elezioni 2017) |                                        |                                        |                                        |                                        |                                        |                                        |
|                                         |                                        |                                        |                                        |                                        |                                        |                                        |
| VG                                      | 8                                      | ▼ 3                                    |                                        | S                                      | 6                                      | ▼ 1                                    |
| P                                       | 6                                      | ━                                      |                                        | F                                      | 6                                      | ▲ 2                                    |
| M                                       | 3                                      | ▼ 4                                    |                                        | B                                      | 13                                     | ▲ 5                                    |
| V                                       | 5                                      | ▲ 1                                    |                                        | D                                      | 16                                     | ━                                      |